# Nyerjungri járás

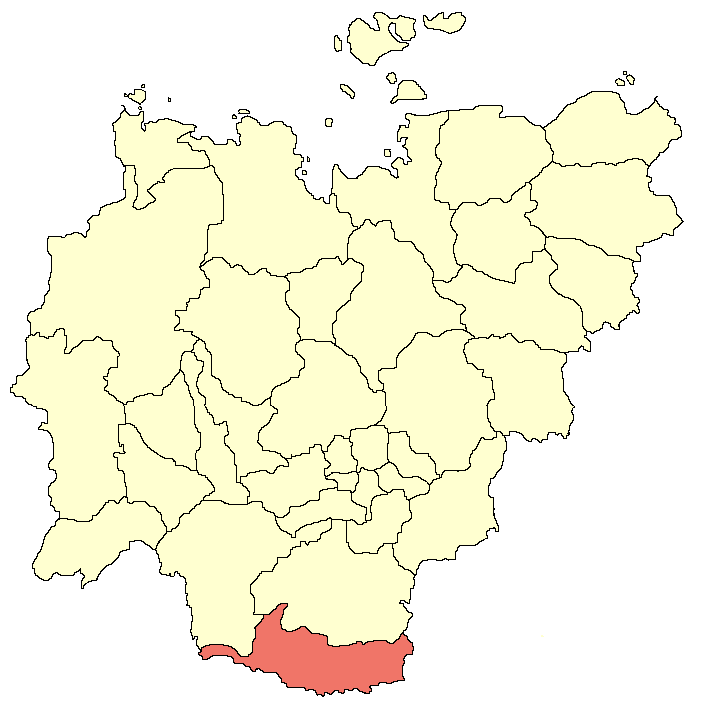
A Nyerjungi járás Jakutföldön

A Nyerjungri járás (oroszul Нерюнгринский район, jakut nyelven Нүөрүҥгүрү улууhа) Oroszország egyik járása Jakutföldön. Székhelye Nyerjungri.

## Népesség
- 1989-ben 120 157 lakosa volt, orosz többséggel.
- 2002-ben 89 796 lakosa volt, melynek 76%-a orosz, 9%-a ukrán, 2%-a jakut.
- 2010-ben 82 766 lakosa volt, melyből 64 647 orosz, 5134 ukrán, 2042 jakut, 1639 tatár, 1510 burját, 1123 evenk, 518 fehérorosz, 472 azeri stb.